# Sternbrücke Magdeburg
Die Sternbrücke über die Elbe im südlichen Teil Magdeburgs am Flusskilometer 325,10 verbindet die Altstadt mit der Elbinsel Rotehorn und dem dort befindlichen Rotehornpark. 

## Geschichte

### Alte Sternbrücke

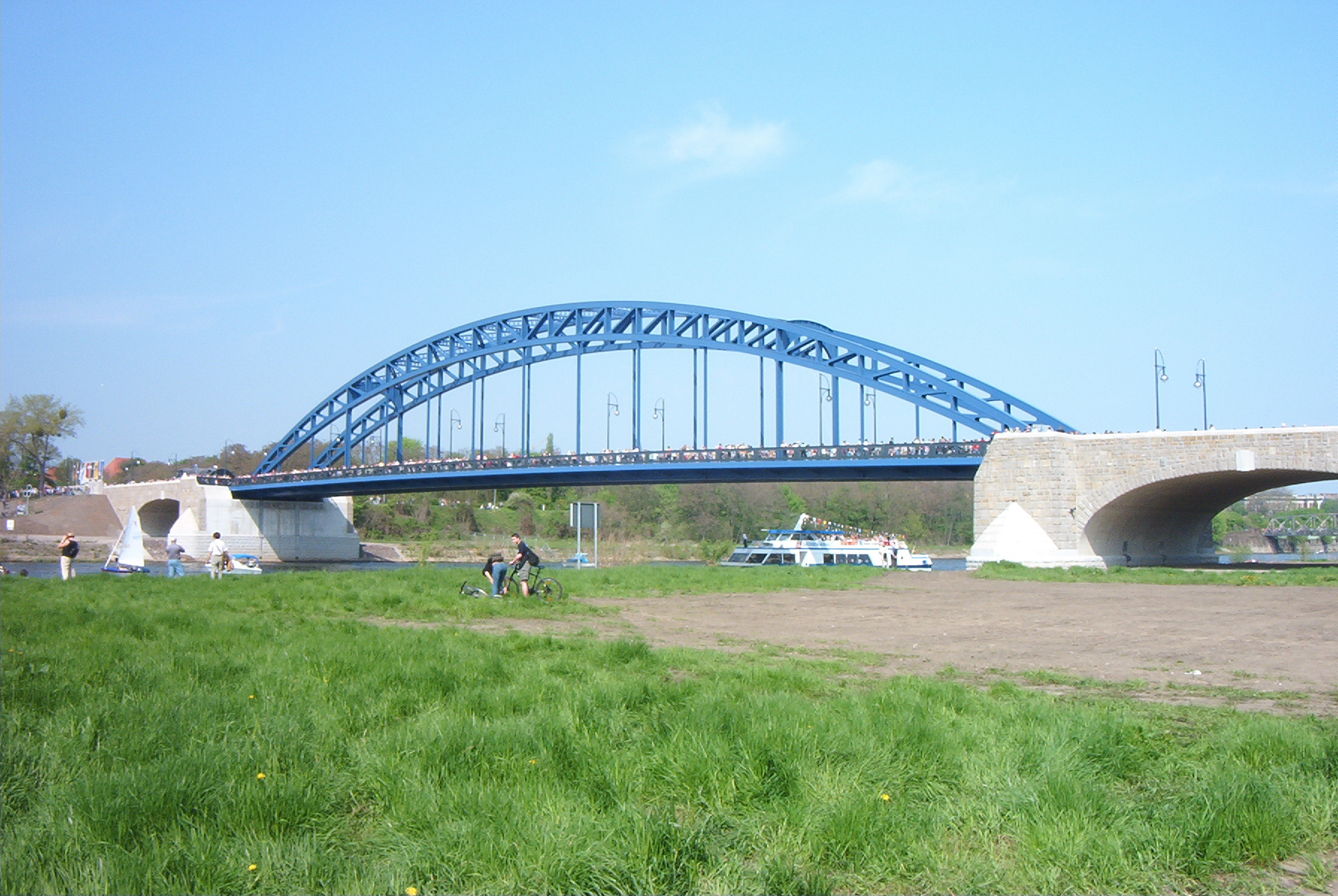
Eröffnung der Sternbrücke am 1. Mai 2005

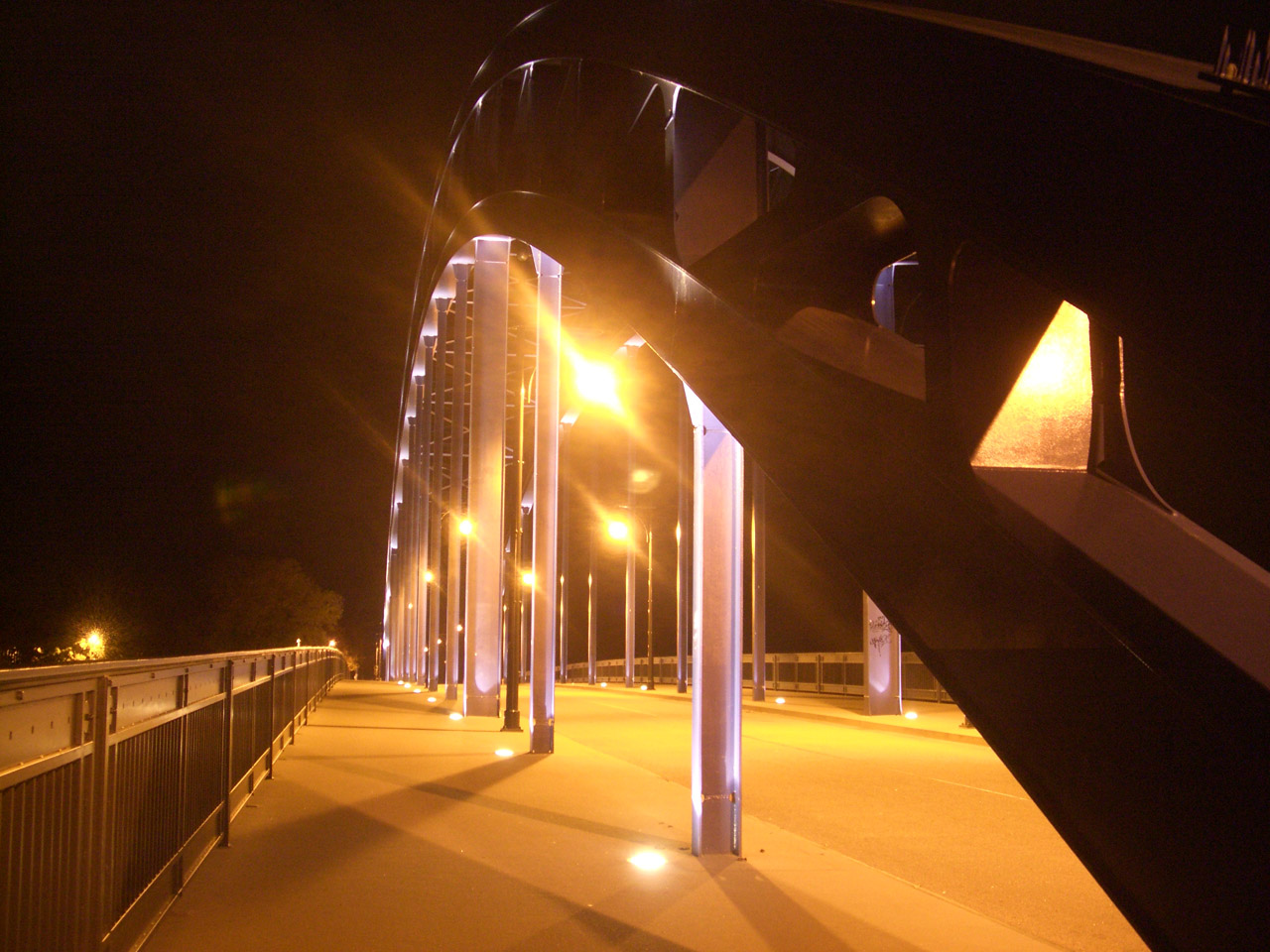
Die Sternbrücke Magdeburg bei Nacht

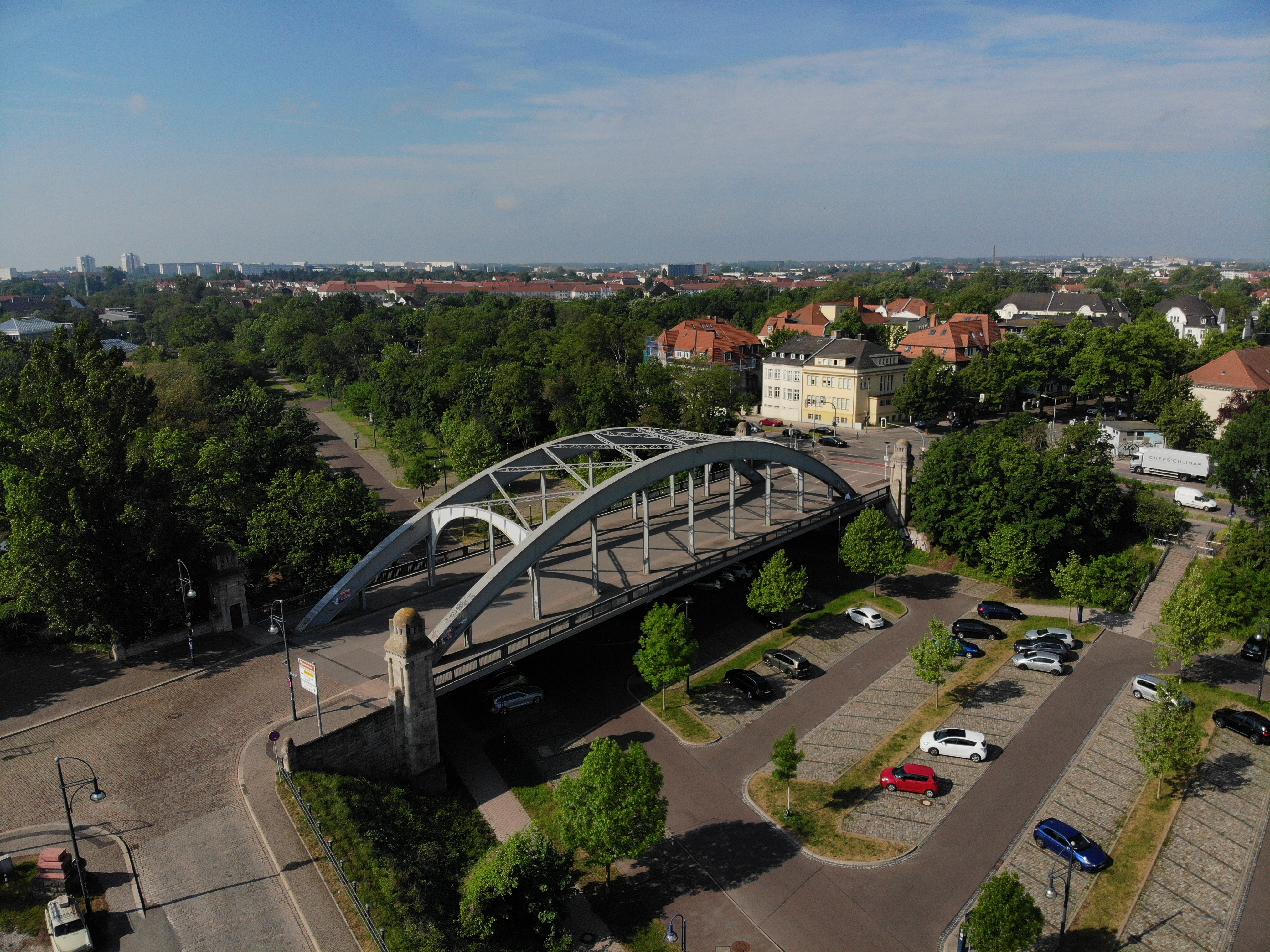
Kleine Brücke des Brückenzuges

Zwischen 1886 und 1899 erfolgten erste Überlegungen zur Errichtung einer Elbquerung an dieser Stelle. In den Jahren 1912 bis 1914 wurde ein Planungskonzept erstellt und diskutiert. 
Es folgte dann die Ausschreibung der Bauleistung. Im Mai 1914 war Baubeginn. Nach 1915 wurden an den Uferpfeilern jedoch Risse festgestellt. Bis 1919 zogen sich eine Klage gegen die Baufirma, die Erstellung von Gutachten und Lösungsvorschlägen, eine neue Ausschreibung und Auftragsvergabe hin. Den Auftrag erhielt wieder die gleiche Baufirma.

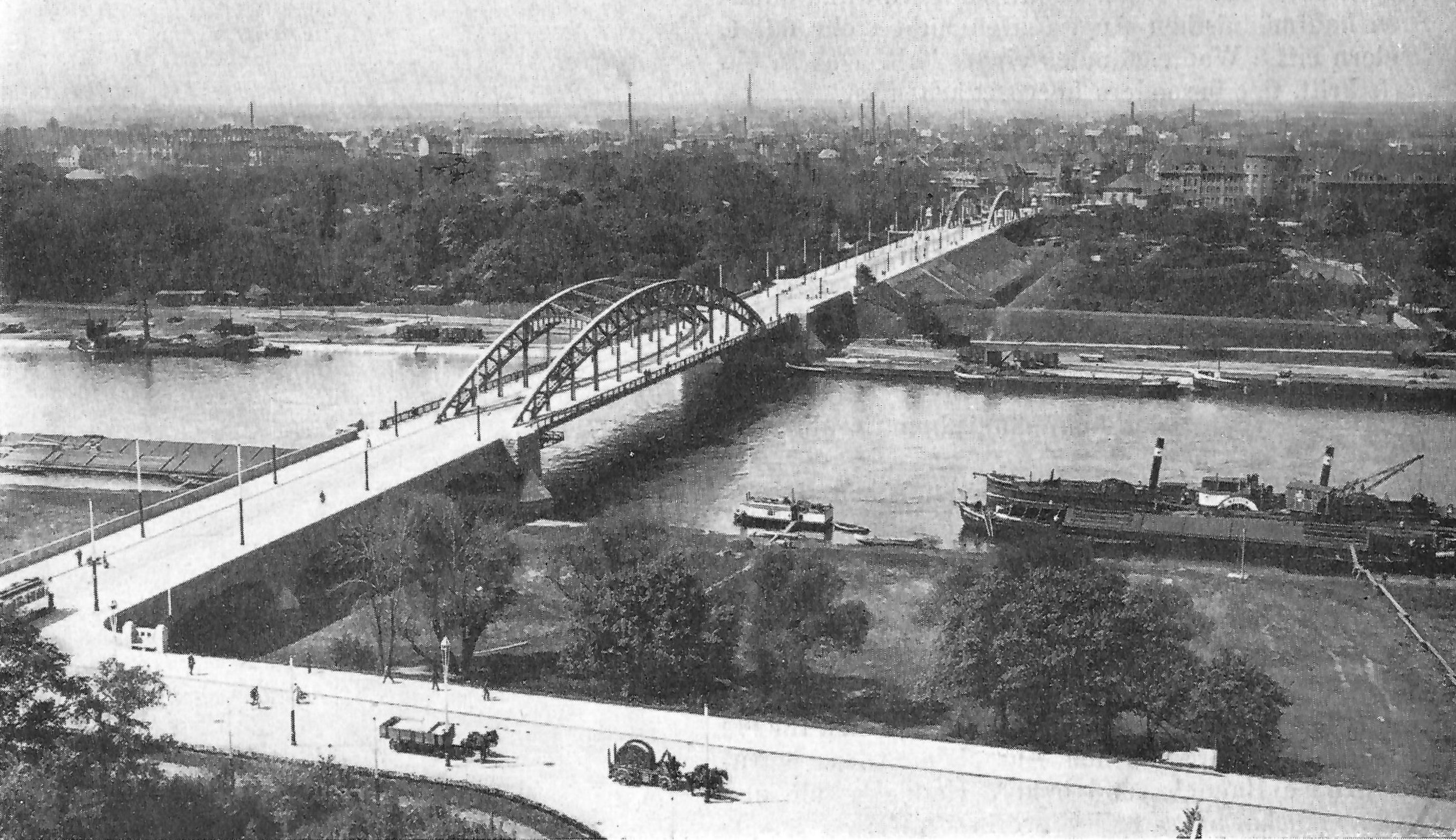
Blick auf die Ebertbrücke von Osten in den 1920er Jahren

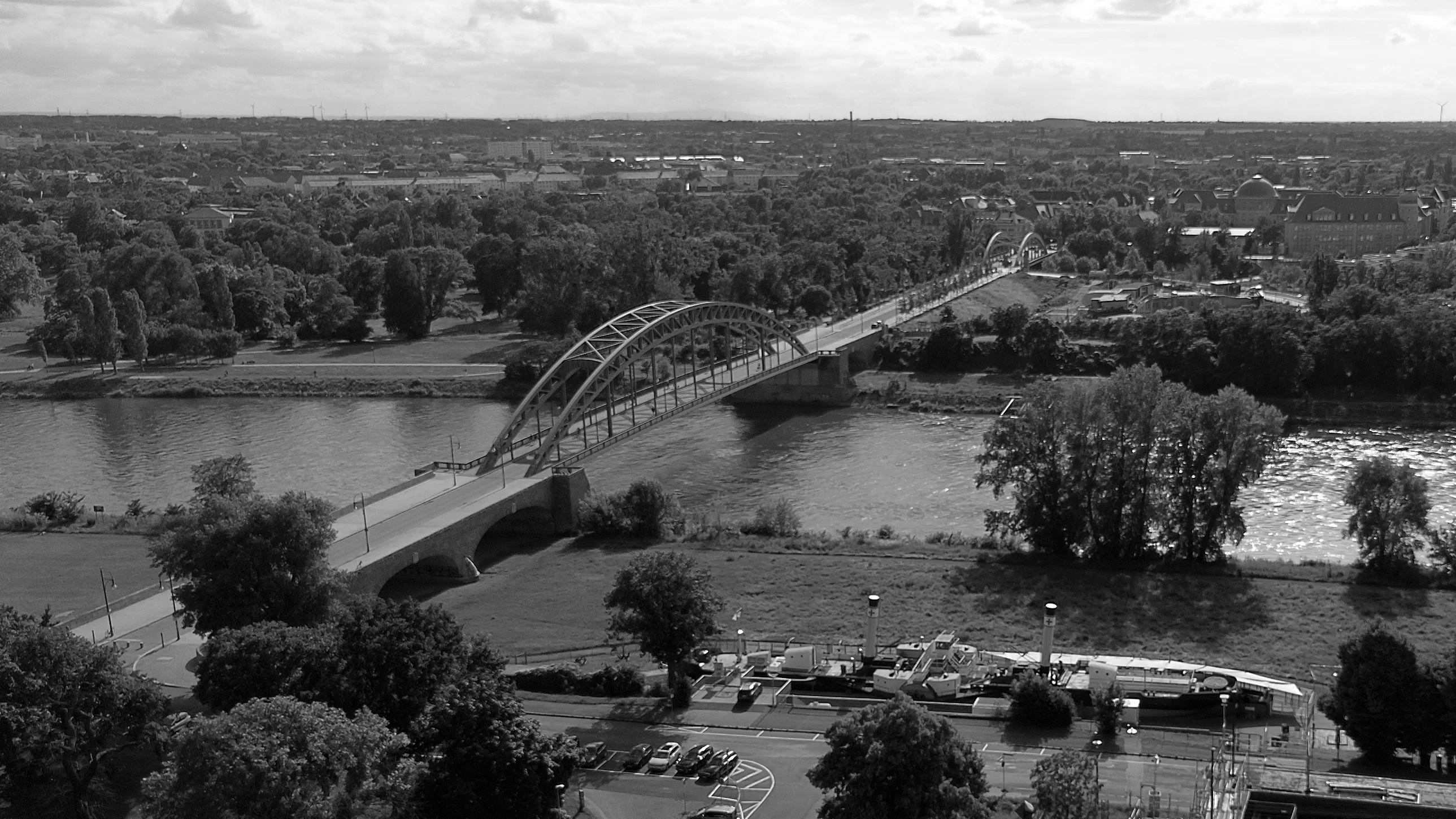
Sternbrücke Magdeburg zum Vergleich im Juni 2024

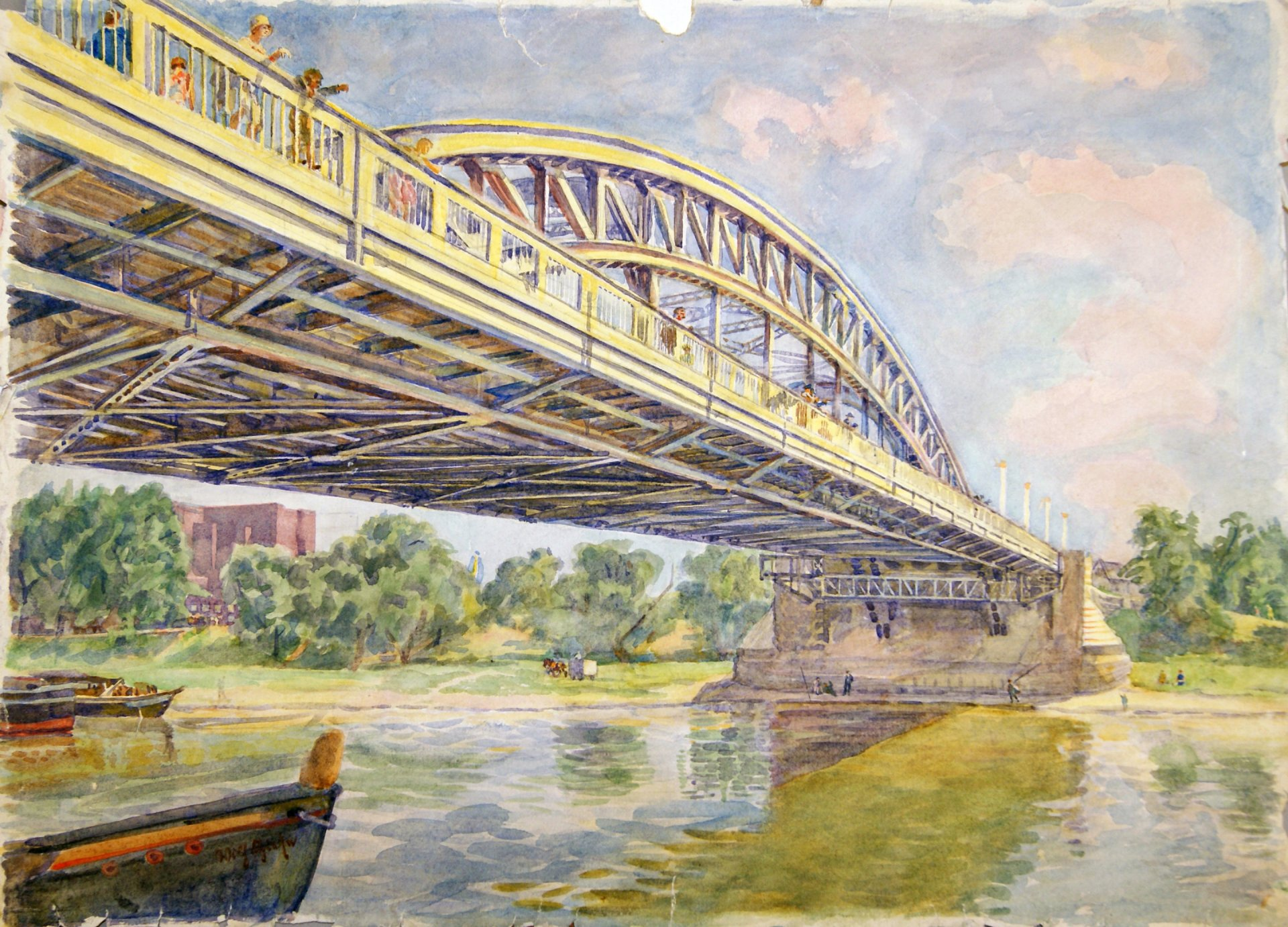
Aquarell von Wilhelm Giese, 1927/28

Am 14. Juni 1922 erfolgte die Einweihung durch den Magdeburger Oberbürgermeister Hermann Beims. Der Brückenüberbau der Strombrücke bestand über der Elbe aus einem stählernen Bogen. An diesen schloss sich links ein Betongewölbe mit 25 Meter Stützweite und rechts drei Flutöffnungen mit 22 Meter Stützweite an. 
Der gewählte Name Sternbrücke geht auf die am westlichen Elbufer ursprünglich befindliche Festungsanlage Sternschanze zurück. Im März 1925 wurde die Brücke in Friedrich-Ebert-Brücke, im Mai 1933 in Adolf-Hitler-Brücke umbenannt.
Wenige Wochen vor dem Ende des Zweiten Weltkrieges in Europa sprengten Einheiten der Wehrmacht am 12. April 1945 die Brücke, um so den Vorstoß der US-Armee auf die östliche Elbseite zu verhindern.

### Neue Sternbrücke
Seit 1991 gab es Überlegungen zum Wiederaufbau der Brücke, deren Trümmer und Reste noch immer bestanden. Bis 2002 erfolgten die Planung und Ausschreibung. Die Jahrhundertflut der Elbe soll dann ab dem 18. August 2002 die seit 57 Jahren als Reste bestehenden, einer Sprengung trotzenden und ursprünglich für wiederverwendungsfähig erklärten Bögen der Vorlandbrücke beschädigt haben.
Am 11. September 2002 erfolgte der Baubeginn. Der Bau der Brücke wurde durch ein weiteres Elbhochwasser im Sommer 2004 und durch artesische Quellen im Bereich der Brückenfundamente erschwert. Das Einschwimmen der Stahlkonstruktion erfolgte am 26. Oktober 2004.
Am 1. Mai 2005 fand die feierliche Einweihung im Beisein von Oberbürgermeister Lutz Trümper, dem Baubeigeordneten der Stadt Magdeburg Werner Kaleschky und dem Bauminister des Landes Sachsen-Anhalt Karl-Heinz Dähre vor 100.000 Menschen statt. Nur wenige Stunden nach der Eröffnung wurde die Brücke wegen zu starker Eigenschwingungen kurzzeitig gesperrt.

## Konstruktion
Die neue 18,7 Millionen Euro teure Brücke hat eine Länge von 242,2 Meter  zwischen den Endauflagern (alte Brücke: 272 Meter), eine Breite von 15,25 Meter (alt: 20 Meter) und eine Höhe von 20 Meter (alt 20 Meter). Das Gesamtgewicht der Stahlkonstruktion beträgt zirka 900 Tonnen. Die neue Brücke gewährt der Schifffahrt eine 1,1 Meter höhere Durchfahrtshöhe. Im Gegensatz zur alten Brücke weist heute das Bauwerkssystem in Brückenlängsrichtung keinen reinen Bogen, 128 Meter weit spannend, mit massiven Widerlagern zur Aufnahme des Horizontalschubes auf, sondern ist als in sich verankerte Bogenbrücke (Stabbogenbrücke) mit 137 Meter Stützweite ausgebildet.
Die alte Sternbrücke verfügte über vier Fahrstreifen und konnte von der Straßenbahn überfahren werden. Die neue Brücke ist deutlich schmaler. Sie dient nur dem Fahrrad- und Fußgängerverkehr sowie dem öffentlichen Personennahverkehr (Busse und Taxis). Für andere Fahrzeuge ist sie gesperrt.